# Plocealauda
Plocealauda is een geslacht van zangvogels uit de familie Alaudidae (leeuweriken). De vogels in dit geslacht waren eerder geplaatst in het geslacht Mirafra.

## Soorten
Het geslacht kent de volgende soorten:
- Plocealauda affinis – Jerdons leeuwerik
- Plocealauda assamica – Bengaalse leeuwerik
- Plocealauda erythrocephala – Indochinese struikleeuwerik
- Plocealauda erythroptera – Roodvleugelleeuwerik
- Plocealauda microptera – Birmese leeuwerik